# Пречистенские рабочие курсы
Пречистенские рабочие курсы (Пречистенские классы для рабочих) — бесплатные вечерние общеобразовательные курсы для рабочих в Москве, бесплатные общеобразовательные курсы для взрослых. Существовали с 1897 по 1919 год. В 1919 году преобразованы в Пречистенский рабочий факультет.

## История создания
Были открыты постоянной комиссией по техническому образованию московского отделения Русского технического общества в 1897 году по инициативе профессоров М. В. Духовского, С. А. Левицкого, К. К. Мазинга, Н. А. Гольцевой.
Учредитель — Пречистенское попечительство о бедных.
Располагались в здании на Пречистенке (ныне дом 22), позже в Штатном переулке, на Смоленском бульваре.
В 1908 году Варвара Алексеевна Морозова построила здание (арх. В. Н. Башкиров) в Нижнем Лесном переулке, который потом поэтому был назван Курсовым. Финансировала постройку здания Пречистенских курсов и Маргарита Кирилловна Морозова. Здесь же, на втором этаже, была открыта первая публичная рабочая библиотека (8 тысяч томов, собрание арестованного С. А. Скирмунта), которая обслуживала до 1500 абонентов. Наибольшую денежную помощь оказал знаменитый суконщик Сергей Максимович Попов, и его пожертвование помогло завершить строительство здания.
В 1897 году на курсах обучалось около 300 человек, в 1908 их число возросло до 1500. На трёх его этажах помещались мужские и женские классы. Последний этаж отводился в основном для кабинетов физики и химии, там же находилась большая аудитория.
Курсы были открыты по подписке для жертвователей и в частности на средства В. А. Морозовой, которая входила в правление, регулярно пополняя счета.
В конце 1909 года курсы впервые получили субсидию от Городской думы, признавшей их «несомненную пользу» «в деле искоренения невежества и распространения света знания».
С осени 1905 года на Пречистенские курсы принимали женщин, было введено совместное обучение.
Пречистенские курсы действовали на основе положений Устава Комиссии по техническому образованию. Имели два отделения: общие классы (первый курс) для лиц, не имевших начального образования, и специальные классы (второй курс) для окончивших начальную школу.
С 1908 года курсы действовали по новому Уставу и имели три самостоятельных отделения: низшая школа, средняя школа (три года обучения), высшая школа (научно-популярное отделение).
Общее количество преподавателей было около 150 человек.

## Предметы и педагоги
С первых дней существования курсы открыли доступ рабочим не только к науке, но и к искусству.
На курсах преподавали профессора Московского университета И. М. Сеченов, А. Н. Реформатский, С. Г. Крапивин, деятели народного образования Н. В. Чехов, М. А. Чехова, а также партийные деятели И. И. Степанов-Скворцов, Р. С. Землячка, О. А. Варенцова и другие, которые изучали историю рабочего движения, программу социал-демократической партии. Здесь проводились нелегальные собрания, то есть курсы использовались для формирования революционного сознания рабочих.
Курсы находились под негласным надзором полиции.
В своих мемуарах деятельница народного просвещения, супруга известного педагога и методиста В. П. Вахтерова, Эмилия Орестовна Вахтерова (урождённая Кислинская) писала:

Этим Пречистенским курсам, через которые проходили тысячи рабочих, даётся следующая характеристика в тех же материалах охранки:
«Пречистенские классы для рабочих, душой которых является дворянин С. А. Левицкий и жена поднадзорного публициста Н. А. Гольцева, всегда были
излюбленной ареной деятельности неблагонадёжного элемента и представляют удобную почву для распространения антирелигиозных и противоправительственных идей. […] На Пречистенских курсах для рабочих 64 преподавателей неблагонадёжных было 24…»
В начале 1906 года по инициативе Е. Э. Линёвой при курсах был организован хор, участники которого получали музыкальное образование (теория музыки, сольфеджио).
В 1906—13 хором руководили Вячеслав Александрович Булычев и сама Евгения Линёва. Впервые публично коллектив (в составе 70 чел.) выступил в концерте пианиста Я. В. Вейнберга (25 марта 1909, в Малом зале консерватории). Для слушателей курсов проводились тематические циклы-концерты, в которых выступали А. Б. Гольденвейзер, К. Н. Игумнов, Л. В. Собинов и другие.
Хор рабочих Пречистенских курсов первым в царской России исполнял революционные песни, в числе которых была «Смело, товарищи, в ногу!» Л. П. Радина. Наиболее способные хористы принимали участие в концертах Московской симфонической капеллы, в том числе в первом исполнении в России мессы h-moll И. С. Баха (1911) и других крупных ораториальных сочинений (например, оратории «Времена года» Гайдна). Хору Пречистенских курсов С. И. Танеев посвятил Двенадцать хоров a cappella (для смешанных хоров) на слова Я. П. Полонского (1909). К 1913 году хор прекратил существование.
Художник Николай Авенирович Мартынов был первым организатором занятий по изобразительному искусству. Они начались сразу, как образовались курсы.
При курсах была художественная студия И. О. Дудина и К. Ф. Юона, Н. Н. Комаровского.
В конце 1900—х годов Пречистенские классы рисования начали устраивать выставки работ учащихся, вначале закрытые, в здании курсов, потом публичные. В 1912 году выставку пречистенцев отправили на съезд по народному образованию в Петербург. Там она имела успех и неоднократно отмечалась в печати. В этом же году Пречистенские курсы посетил И. Е. Репин.
Из воспоминаний художника Василия Журавлёва, преподававшего на курсах:

Классы рисования и черчения Пречистенских курсов послужили основой для организации факультета изобразительных искусств Пречистенского практического института, а также и для классов рисования и черчения на рабочем факультете.

Будучи деканом факультета ИЗО Пречистенского практического института, я привлёк для педагогической работы на факультете известных художников и искусствоведов: по живописи и рисунку — К. А. Коровина, Н. П. Крымова, Н. П. Ульянова, по пластической анатомии — Д. А. Щербиновского; по скульптуре — В. А. Ватагина; по истории искусств — Б. Р. Виппера, Н. Н. Соболева и других.

Факультет развернул свою работу в новом здании на Остоженке, в большой, светлой аудитории.

Занимаясь со студентами по живописи в одних и тех же группах вместе с Коровиным и Крымовым, я с огромным интересом наблюдал за методом преподавания этих замечательных художников.

Коровин являлся на занятия не чаще одного-двух раз в неделю. Он быстро проходил по классу, бегло осматривал работы учащихся, бросая краткие отрывочные замечания. Иногда, видя полную беспомощность ученика, его непонимание сущности живописи, Коровин брал у него кисть и быстро наносил на полотно мазки, намечая все основные цветотоновые отношения. В течение нескольких минут этюд преображался, воспроизводил натуру правдиво, сильно и вместе с тем выявлял ту её красоту, которую может подметить только подлинный артист-художник.

Обойдя класс, Коровин обычно заканчивал своё посещение беседой с обступившими его учениками. Он говорил о любимых им художниках, о живописи. Говорил увлекательно, образно, разжигая у своих слушателей любовь к работе и искусству. Коровин относился к педагогическим занятиям с такой же лёгкостью, как и к живописи. Он хотел всего добиться сразу, с налету, не затрачивая много времени и усилий.
Журавлёв признаёт: 

Кратковременное существование нашего факультета не прошло бесследно. Если Пречистенские курсы, существовавшие с 1897 года, мы называем пионером рабочего образования, то факультет ИЗО Пречистенского института с полным основанием можно назвать первым художественным вузом, возродившим реалистические методы преподавания и поставившим целью готовить кадры художников-реалистов.
1913—1916 на курсах преподавала А. С. Голубкина. В 1914 году, когда помещение Пречистенских курсов было занято под лазарет, Анна Семёновна Голубкина отобрала несколько наиболее способных учеников и предложила им заниматься в своей мастерской, в Левшинском переулке. (Занятия по рисованию в это время проводились в другом помещении — в гимназии Поповой на Знаменке).
Драматическая студия. Преподаватели: В. И. Качалов, Е. Б. Вахтангов, А. Д. Дикий, А. И. Южин и другие.
С 1908 года курсы делились на три школы: низшая (обучение грамоте, начальное образование), средняя школа (общеобразовательная) и высшая (по типу народных университетов).
На курсах велась большая культурно-массовая работа. Большое значение имело самоуправление курсантов.
Большое значение в жизни курсов имели загородные и дальные экскурсии. Администрация добилась разрешения на бесплатный проезд по железной дороге на расстояние 50 вёрст и на скидку для дальних экскурсий. В частности, были организованы экскурсии в Крым, на Кавказ, к Утесу Степана Разина на Волге, в Петроград, в Финляндию.
Личная встреча с Львом Николаевичем Толстым произвела на пречистенцев неизгладимое впечатление. Состоялась беседа о литературе и учительстве. На вопрос рабочих: стоит ли учиться, чтобы посвятить себя обучению народа, Толстой, по словам корреспондента «Русского слова», ответил: «Не это нужно… У народа мы должны учиться, а не его учить. Вы выберетесь на более высокое место и сядете ему на шею. Вы счастливчики… настоящие рабочие там, в деревне». Один из участников встречи опубликовал свои воспоминания о посещении Толстого. Оставил свои воспоминания и писатель С. Т. Семёнов А сам Лев Николаевич записал в дневнике от 6 июня: «После завтрака пришли рабочие Пречистенских курсов. Очень хорошо с ними говорил.» 
В 1909 году Пречистенских курсах появился член Московского комитета РСДРП Н. И. Бухарин, чтобы по заданию Московского комитета проконтролировать ведение кружков.
С 1915 и до апреля 1917 года в здании курсов размещался лазарет.
Почти весь 1917 год курсы использовались, главным образом, для проведения митингов и лекций на политические темы.
С переходом к нэпу усилилось внимание к кооперации. При рабфаке были созданы организационно-инструкторские курсы кустарной промышленности и промысловой кооперации.
В 1917 году на общем собрании преподавателей и слушателей курсы переименованы в Пречистенские рабочие социалистические курсы и таким образом становились самостоятельными.
В октябре 1918 года курсы перешли в ведение просветительного отдела Московского центрального рабочего кооператива.
В 1919 году преобразованы в Вечерний рабочий факультет имени Бухарина и переданы в ведение отдела рабфаков Наркомпроса РСФСР.
В 1921 году — университетское отделение (бывшая высшая школа) преобразовано в Пречистенский практический институт. Рабфаку и институту передано здание бывшего Коммерческого училища на Остоженке.
В 1922 году торжественно отмечалось 25-летие Пречистенских курсов.

## Известные учителя и ученики
- Бахрушин, Юрий Алексеевич (1896—1973) — советский балетовед, театральный критик, историк балета, педагог.
- Ефремов, Михаил Григорьевич (1897—1942) — советский военачальник, полководец Гражданской войны, Великой Отечественной войны, генерал-лейтенант, Герой Российской Федерации (1996; посмертно).
- Коваленский, Михаил Николаевич (1874—1923) — историк, преподавал историю на курсах.
- Ряжский, Георгий Георгиевич (1895—1952) — выдающийся советский художник, заслуженный деятель искусств РСФСР, действительный член Академии художеств СССР.
- Варсанофьева, Вера Александровна (1890—1976) — советский геолог, геоморфолог. Доктор геолого-минералогических наук (1935), член-корреспондент Академии педагогических наук СССР (1945), заслуженный деятель науки РСФСР (1950). Первая женщина, получившая учёную степень доктора геолого-минералогических наук. Преподавала на курсах в 1916—1919 годах.
- Шестаков, Андрей Васильевич (1877—1941) — советский историк, специалист по аграрной истории России. Профессор (1935), д-р ист. наук (1937), член-корреспондент АН СССР. Учился в 1897—1898 годах.
- Шилов, Евгений Алексеевич (1893—1970) — советский учёный, специалист в области органической химии, профессор, доктор химических наук, член-корреспондент АН УССР (с 1951). В 1916—1917 г.вёл занятия по химии.
- Щербиновский, Дмитрий Анфимович (1867—1926) — русский живописец — импрессионист, педагог, член Товарищества передвижных художественных выставок, один из любимых учеников Павла Чистякова и Ильи Репина. Преподавал на курсах.
- Аралов, Семён Иванович (1880—1969) — советский военный и государственный деятель, революционер, полковник. Первый руководитель Регистрационного управления Полевого штаба Реввоенсовета Республики (РУ ПШ РВСР), родоначальника Главного разведывательного управления. Вёл занятия.
- Глаголев, Нил Александрович (1888—1945) — математик-геометр. В 1908—1910-х годах, будучи студентом, на курсах бесплатно преподавал математику.
- Шиль, Софья Николаевна (1863—1928) — педагог, поэт, переводчица, детская писательница, корреспондентка Р. М. Рильке и исследовательница творчества И. С. Тургенева. Читала лекции по русской литературе.[13][14]
- Чемоданова, Елизавета Михайловна (в замужестве Услаль) (1884—1951) — с 1901 преподавательница географии Пречистенских социалистических рабочих курсов (Рабфака им. Бухарина), педагог, методист внешкольного образования, литературный работник.[15][16][17][18]
- Царапкин, Сергей Романович (1892—1960) — генетик. Ученик Н. В. Четверикова. Преподавал на курсах.[16]
- Бочкарев, Валентин Николаевич (1880—1967) — окончил Ярославскую гимназию и историко-филологический факультет Московского университета (1906). Был оставлен при кафедре русской истории для подготовки к научной деятельности под руководством В. О. Ключевского. Историк, профессор, заслуженный деятель науки РСФСР, преподаватель Ярославского университета (1920—1924).
- Александров, Борис Александрович (1905—1994) — композитор, художественный руководитель и главный дирижёр Ансамбля песни и пляски Советской Армии им. А. В. Александрова. Окончил Пречистенские курсы по классу изобразительного искусства[19]
- агроном Екатерина Николаевна Вавилова (в девичестве Сахарова, супруга академика Вавилова)[20] Преподавала на курсах.
- Пичета, Владимир Иванович [1878—1947) — советский историк, первый ректор Белорусского государственного университета (июль 1921 — октябрь 1929), академик АН БССР с 1928 года, заслуженный профессор БССР (1926), член-корреспондент АН СССР с 1939 года, академик АН СССР с 1946 года.
- Суслов Михаил Андреевич (1902-1982) - советский партийный и государственный деятель, выпускник Пречистенского рабфака 1924 года.
- Лемберг, Константин Фёдорович (1882 — 1968) — участник рабочего движения, выпускник 1902 года. Кавалер ордена Ленина и ордена Трудового Красного Знамени. Отец Владимира Константиновича Лемберга, одного из создателей радиологии в СССР.